# The Toasters
 (juillet 2011).
Si vous disposez d'ouvrages ou d'articles de référence ou si vous connaissez des sites web de qualité traitant du thème abordé ici, merci de compléter l'article en donnant les références utiles à sa vérifiabilité et en les liant à la section « Notes et références ».
The Toasters est un des groupes majeurs  de la scène ska new-yorkaise et américaine.

## Histoire du groupe
The Toasters s'est formé à New York au début des années 80 autour du guitariste  Rob Bucket Hingley, un anglais vivant dans la Grosse Pomme. Rapidement, il réunit autour de lui d'excellents musiciens et fonde le label Moon Records qui deviendra plus tard Moon Ska NYC. Il produira de nombreux groupes américains et fera émerger le ska qui deviendra un genre populaire au milieu des années 90 avec Rancid ou Mighty Mighty Bosstones.

Les Toasters sortiront de nombreux albums dont Don't Let The Bastards Grind You Down (1997) New-York Fever, Dub 56 et Hard Band For Dead (Two tone Army dans sa version européenne). En 2000 paraît à Londres un live sur lequel ils invitent Dr Ring Ding.
 Depuis, le groupe a sorti Enemy Of The System, un album qui ne marque cependant pas son retour à son meilleur niveau.
Les Toasters sont toujours tributaires de leurs changements d'effectif. Le tromboniste Rick Faulkner et le saxophoniste Fred Reiter ont quitté le groupe au milieu des années 90 pour former le New York Ska-Jazz Ensemble, et actuellement, l'excellent trompettiste Sledge ou le chanteur Jack Ruby Jr (comme Coolie Ranks avant lui) semblent avoir quitté le navire.

## Composition du groupe

### Formation initiale
- Rob Hingley - chant, guitare
- Steve Hex - claviers
- Matt Malles - basse
- Johnathan McCain - batterie
- John Dugan - saxophone
- Eric Storkman - trombone

## Discographie

### Albums
- Recriminations  (Moon Records - 1985)
- Naked City  (Unicorn Records - 1986)
- Pool Shark  (Unicorn Records - 1987)
- Skaboom !  (Moving Target Records - 1987)
- East Side Beat  (Ska Records - 1987)
- Recriminations  (Unicorn Records - 1988)
- Thrill Me Up  (Skaloid Records- 1989)
- Frankenska  (Unicorn Records - 1990)
- T-Time  (Pork Pie Records - 1990)
- New York Fever  (Moon Ska Records - 1992)
- This Gun For Hire  (Moon Ska Records - 1993)
- Dub 56  (Moon Ska Records - 1994)
- Hard Band For Dead  (Moon Ska Records - 1996)
- Don't Let The Bastards Grind You Down  (Moon Ska Records - 1997)
- History Book  (Grover Records - 1997)
- In Retrospect  (Stomp Records - 2003)
- One More Bullet  (Stomp Records - 2007)

### Singles
- Beat Up (Moon Records - 1984)
- Talk Is Cheap (Moon Records - 1987)
- Dog Eat Dog (Grover Records - 2000)
- You're Gonna Pay! (Megalith Records - 2006)
- House of Soul (Megalith Records - 2016)[2],[3]